# 보조 운동 영역
보조 운동 영역(supplementary motor area, SMA) 또는 보조 운동 구역은 움직임 제어에 기여하는 영장류 운동 겉질의 일부이다. 이는 일차 운동 겉질 다리 표현(leg representation) 바로 앞, 반구(hemisphere)의 정중선 표면에 위치한다. 원숭이의 경우 SMA에는 신체의 대략적인 지도가 포함되어 있다. 인간의 경우 신체 지도가 뚜렷하지 않다. SMA의 뉴런은 척수로 직접 투사되며 움직임을 직접 제어하는 역할을 할 수 있다. SMA에 기인할 수 있는 기능으로는 신체의 자세 안정화, 양손 동작과 같은 신체 양쪽의 조정, 감각 이벤트에 의해 촉발되기보다는 내부적으로 생성되는 움직임의 제어, 일련의 움직임 제어 등이 있다. 이러한 제안된 기능은 모두 가설로 남아 있다. SMA의 정확한 역할은 아직 알려져 있지 않다.
SMA의 발견과 다른 운동 피질 영역과의 관계에 대해서는 운동 피질 문서를 참조하면 된다.

## 같이 보기
- 브로드만 영역 4